# العلاقات البرتغالية العراقية
العلاقات البرتغالية العراقية هي العلاقات الثنائية التي تجمع بين البرتغال والعراق.

## مقارنة بين البلدين
هذه مقارنة عامة ومرجعية للدولتين:
| وجه المقارنة                                              | البرتغال                                                  | العراق                       |
| --------------------------------------------------------- | --------------------------------------------------------- | ---------------------------- |
| المساحة (كم2)                                             | 92.21 ألف                                                 | 437.07 ألف                   |
| عدد السكان (نسمة)                                         | 10.60 مليون                                               | 38.27 مليون                  |
| الكثافة السكانية (ن./كم²)                                 | 114.95                                                    | 87.56                        |
| العاصمة                                                   | لشبونة                                                    | بغداد                        |
| اللغة الرسمية                                             | اللغة البرتغالية، اللغة الميراندية                        | اللغة العربية، اللغة الكردية |
| العملة                                                    | يورو، اسكودو برتغالي                                      | دينار عراقي                  |
| الناتج المحلي الإجمالي (بليون دولار)                      | 217.57 مليار                                              | 197.72 مليار                 |
| الناتج المحلي الإجمالي (تعادل القوة الشرائية) بليون دولار | 307.82 مليار                                              | 560.73 مليار                 |
| الناتج المحلي الإجمالي الاسمي للفرد دولار أمريكي          | 19.22 ألف                                                 | 4.94 ألف                     |
| الناتج المحلي الإجمالي للفرد دولار أمريكي                 | 28.76 ألف                                                 | 15.06 ألف                    |
| مؤشر التنمية البشرية                                      | 0.830                                                     | 0.654                        |
| رمز المكالمات الدولي                                      | +351                                                      | +964                         |
| رمز الإنترنت                                              | .pt                                                       | .iq                          |
| المنطقة الزمنية                                           | توقيت غرب أوروبا، توقيت غرب أوروبا الصيفي، أوروبا/لشبونة ‏ | ت ع م+03:00، ت ع م+04:00     |

## منظمات دولية مشتركة
يشترك البلدان في عضوية مجموعة من المنظمات الدولية، منها:
| علم المنظمة | اسم المنظمة                        | تاريخ انضمام البرتغال | تاريخ انضمام العراق |
| ----------- | ---------------------------------- | --------------------- | ------------------- |
|             | مؤسسة التنمية الدولية              | 29 ديسمبر 1992        | 29 ديسمبر 1960      |
|             | يونسكو                             | 11 مارس 1965          | 21 أكتوبر 1948      |
|             | وكالة ضمان الاستثمار متعدد الأطراف | 6 يونيو 1988          | 6 أكتوبر 2008       |
|             | الأمم المتحدة                      | 14 ديسمبر 1955        | 21 ديسمبر 1945      |
|             | الاتحاد البريدي العالمي            | ?                     | ?                   |
|             | البنك الدولي للإنشاء والتعمير      | 29 مارس 1961          | 27 ديسمبر 1945      |
|             | الاتحاد الدولي للاتصالات           | 1866                  | 12 نوفمبر 1928      |
|             | منظمة حظر الأسلحة الكيميائية       | ?                     | ?                   |
|             | مؤسسة التمويل الدولية              | 8 يوليو 1966          | 27 ديسمبر 1956      |
|             | منظمة الشرطة الجنائية الدولية      | ?                     | ?                   |

## أعلام
هذه قائمة لبعض الشخصيات التي تربطها علاقات بالبلدين:
- جورفان فييرا (لاعب ومدرب كرة قدم برازيلي، 24 مايو 1953 – )

## وصلات خارجية
- موقع وزارة الخارجية البرتغالية
- موقع وزارة الخارجية العراقية